# レオンアート
レオンアート（Leonart）は、スペイン・カタルーニャ州バルセロナ県バルセロナに本社を置くオートバイメーカーである。主にクルーザーを製造している。

## 概要
1985年に工業機械と産業機械のメーカーとしてバルセロナで創業。2004年に小型エンジンを搭載したシンプルかつ魅力的なオートバイを提供するためのブランドを開始。

## 製品
- デイトナ
- ボバー
- パイルダー
- スパイダー
- ヘリテイジ
- トラッカー